# Gare de Musashi-Mizonokuchi
La gare de Musashi-Mizonokuchi (武蔵溝ノ口駅, Musashi-Mizonokuchi-eki) est une gare ferroviaire de la ville de Kawasaki, dans la préfecture de Kanagawa, au Japon. La gare est gérée par la JR East.

## Situation ferroviaire
La gare de Musashi-Mizonokuchi est située au point kilométrique (PK) 12,7 de la ligne Nambu.

## Histoire
La gare a été inaugurée le 9 mars 1927 par la Nambu Railway sur l'actuelle ligne Nambu.

## Service des voyageurs

### Accès et accueil
La gare dispose d'un bâtiment voyageurs, avec guichet, ouvert tous les jours.

### Desserte
- Ligne Nambu :
  - voie 1 : direction Kawasaki
  - voies 2 et 3 : direction Tachikawa

### Intermodalité
La gare est en correspondance avec la gare de Mizonokuchi sur les lignes  Den-en-toshi et Ōimachi. 